# Provinz Avellino
Die Provinz Avellino (italienisch Provincia di Avellino) ist eine italienische Provinz der Region Kampanien. Hauptstadt ist Avellino. Sie hat 396.973 Einwohner (Stand 31. Dezember 2023) in 118 Gemeinden auf einer Fläche von 2792 km².
Noch heute sind einige Spuren des heftigen Erdbebens vom 23. November 1980 zu sehen. Allein in der Provinz Avellino gab es fast 3.000 Tote und über 100.000 Obdachlose. Der Schaden betrug mindestens 15 Milliarden US-$.

## Größte Gemeinden
(Einwohnerzahlen Stand 31. Dezember 2023)
| Gemeinde                  | Einwohner |
| ------------------------- | --------- |
| Avellino                  | 52.121    |
| Ariano Irpino             | 20.889    |
| Montoro                   | 19.381    |
| Solofra                   | 12.021    |
| Mercogliano               | 11.568    |
| Monteforte Irpino         | 11.429    |
| Atripalda                 | 10.344    |
| Cervinara                 | 8648      |
| Grottaminarda             | 7638      |
| Avella                    | 7486      |
| Montella                  | 7285      |
| Mirabella Eclano          | 6694      |
| Serino                    | 6753      |
| Lioni                     | 5924      |
| Forino                    | 5219      |
| Mugnano del Cardinale     | 5169      |
| Montemiletto              | 5058      |
| San Martino Valle Caudina | 4796      |

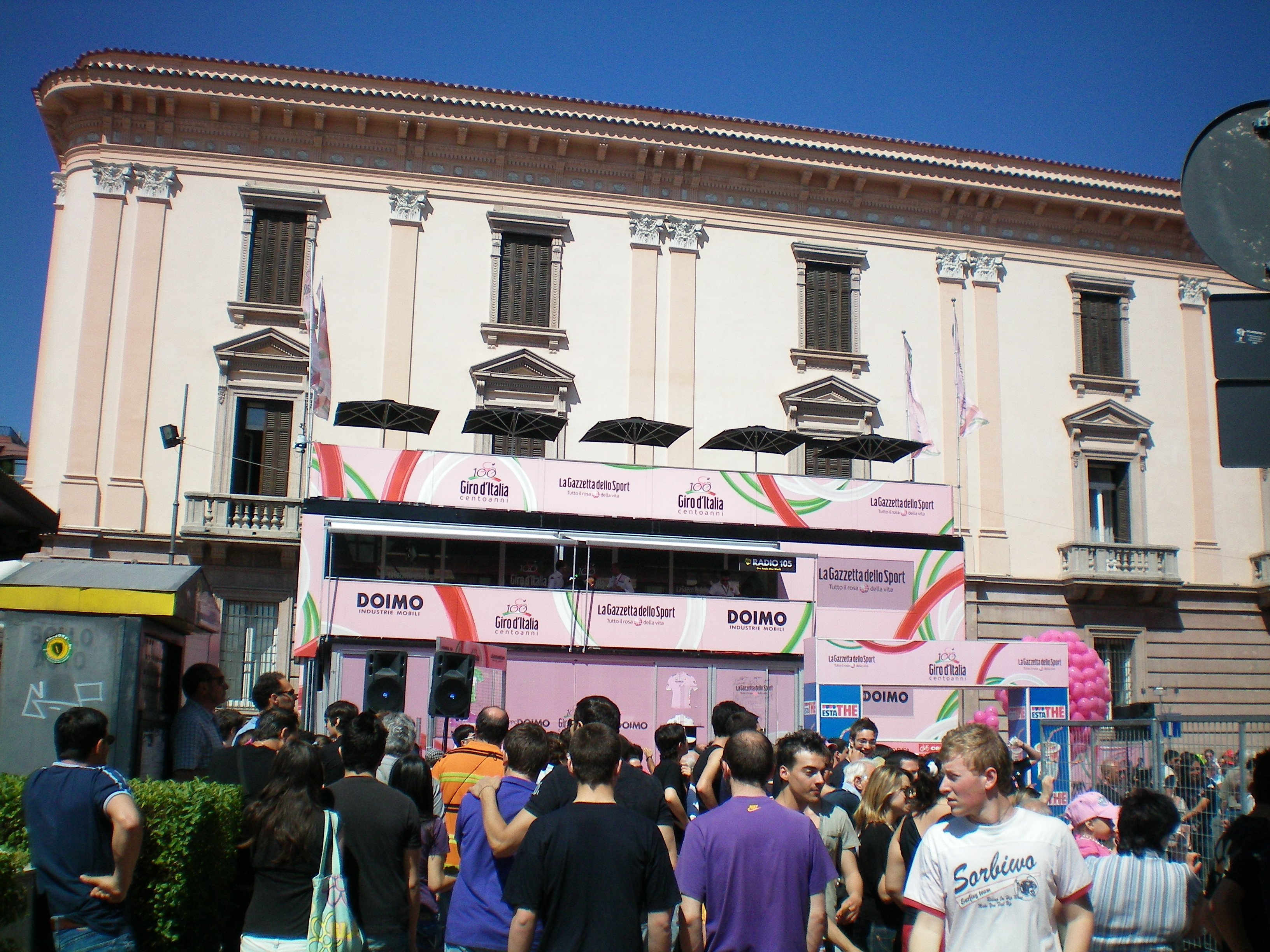
Avellino, Palazzo Caracciolo, Regierungssitz der Provinz Avellino

Die Liste der Gemeinden in Kampanien beinhaltet alle Gemeinden der Provinz mit Einwohnerzahlen.